# Sclerotium durum
Sclerotium durum är en svampart som beskrevs av Pers. 1794. Sclerotium durum ingår i släktet Sclerotium och riket svampar.   Inga underarter finns listade i Catalogue of Life.